# Isaia Băloșescu
Isaia Băloșescu (n. 5 ianuarie 1765, satul Putna, județul Suceava — d. 14 septembrie 1834, Cernăuți) a fost un cleric ortodox român, care a avut rangul de episcop al Bucovinei (1823-1834).

## Biografie
Isaia Băloșescu s-a născut la data de 5 ianuarie 1765, în satul Putna (astăzi în județul Suceava), din părinții Gheorghe (preot) și Anastasia (născută Gherle), primind la botez numele de Ioan. A urmat studii la Școala clericală de la Mănăstirea Putna, fiind elevul lui Vartolomei Măzăreanul. A fost călugărit de tânăr la Putna sub numele Isaia în anul 1778.
După absolvirea școlii, este adus ca protodiacon și cancelist la Consistoriul episcopal din Cernăuți (1789-1792). Devine egumen al Mănăstirii Dragomirna (1793), apoi al Mănăstirii Putna (1793-1795). În anul 1795, revine la Cernăuți ca referent (asesor) la Consistoriul episcopal (1795-1807), apoi ca vicar general al Episcopiei Bucovinei (1807-1808). În anul 1808, este hirotesit ca arhimandrit la Mănăstirea Putna, apoi este numit în același an ca arhimandrit diecezan.
La data de 17 iulie 1823, arhimandritul diecezan Isaia Băloșescu este numit în rangul de episcop al Bucovinei, fiind hirotonit la 7 decembrie 1823 în Catedrala Mitropolitană Sârbă din Karlowitz. Ca episcop al Bucovinei, el a luptat pentru înființarea de școli teologice cu limba de predare română. În perioada păstoririi sale, singura limbă oficială a eparhiei bucovinene a fost limba română. A fost redeschisă Școala clericală de la Mănăstirea Putna, închisă de episcopul Daniil Vlahovici, s-a organizat Institutul Teologic din Cernăuți (în octombrie 1827) ca școală superioară, cu trei ani de studii, după modelul Academiei de la Putna, adăugându-i și un seminar clerical (internat) pentru 50 de bursieri (în 1828), au fost trimiși tineri teologi români pentru specializare la Viena. De asemenea, episcopul Isaia Băloșescu a inițiat salarizarea clerului din Bucovina, din veniturile Fondului religionar al Episcopiei.
Isaia Băloșescu a trecut la cele veșnice la data de 14 septembrie 1834, în orașul Cernăuți, fiind înmormântat în exteriorul bisericii Mănăstirii Putna, în partea de sud a altarului.